# Sigurd Erixon
Sigurd Emanuel Erixon, född 26 mars 1888 i Söderköping, död 18 februari 1968 i Lidingö, var en svensk etnolog och kulturhistoriker.

## Biografi
Sigurd Erixon inledde sin långa forskarbana vid Nordiska museet år 1912 med de så kallade byundersökningarna. Hans första uppdrag gällde byn Kila i Hycklinge socken i Östergötland som stod inför en skiftesreform som bl.a. innebar att bebyggelsen i byn splittrades. Erixon återvände ett tjugotal år senare till byn efter skiftets genomförande och gav då ut boken Kila: en östgötsk skogsby.
Erixon ledde arbetet vid etnologiska undersökningen vid museet. År 1934 tillträdde han den Hallwylska professuren i nordisk och jämförande folklivsforskning vid Institutet för folklivsforskning vid Stockholms högskola och Nordiska museet. 
Erixons huvudsakliga teoretiska utgångspunkt, diffusionismen, kom att prägla stora delar av hans verksamhet. Han inledde därmed den etnologiska karteringen av Sverige i syfte att finna kulturområden, kulturgränser och spridningsvägar. Arbetet resulterade i det stora kartverket Atlas över svensk folkkultur som kom ut 1957. I boken Svenskt folkliv år 1938 ville Erixon peka mot en ny och mer samhällsinriktad folklivsforskning. Han ville därmed vidga intresset mot andra samhällsklasser. Ett av Erixons huvudverk är Skultuna bruks historia i två band från 1935. Genom sin stora arbetsinsats och gedigna kunnande fick han en viktig roll i det europeiska etnologiska samarbetet.
Erixon var den svenska etnologins både store och starke ledare under vad som skulle kunna kallas dess uppbyggnadsperiod, 1900-talets första hälft. En hel generation av forskare har uppfattat honom som lärare och vägröjare. Efter studier vid läroverket i Norrköping blev Erixon e.o. amanuens vid Nordiska museet 1914, och intendent 1924. År 1925 blev han fil.lic. i Uppsala och fil. hedersdoktor 1927. 
1911 inledde han den av honom ledda undersökningen av svenska byar och gårdar, vars resultat tillföll Nordiska museets arkiv.
Erixon var mycket berest i Sverige. Han hävdade själv att han hade varit i varenda socken. Hans första forskningsresa i Nordiska museets tjänst ägde rum 1912 och gällde den östgötska Kila by i Hycklinge socken. Resultatet av hans resor hamnade i Nordiska museets arkiv. Men det var inte första gången han gjorde fältarbete. Tre somrar tidigare hade han besökt Blekinge i egenskap av arkeolog.
Erixon har utfört ett omfattande och särskilt på byggnadskulturens och sociologins område grundläggande arbete för svensk etnologi. Hans arbete på bebyggelseområdet har tagit sig uttryck i en mängd viktiga artiklar i Fataburen, Rig, Ymer m.fl. samt framför allt i Skultuna bruks historia, 1 (1921). Det sistnämnda monumentala verket behandlar på ett allsidigt sätt inte bara Skultuna utan syftar betydligt vidare. Den ger en fyllig för svensk bebyggelsehistoria över huvud en grundläggande framställning av bebyggelseformationer, by-, gårds- och hustyper, byggnadsteknik och hägnader. I samband med bebyggelsefrågorna har Erixon ägnat stor uppmärksamhet åt de sociala företeelserna. Ett exempel på vad Sigurd Erixon tyckte var särskilt värt att återge från plantören Matthias Solberg:
| ”                       | När åldermannen trummar till samling i byen och bonden icke visste, att det är till ölslag eller drickande denna trumning sker, låter han sin dräng eller komping först förnimma, varom byemännen skola samlas. Kommer drängen igen och berättar, det de äro samlade att uträtta något allmänt arbete för byens samfälta räkning, befaller bonden honom gå till samling, men säger drängen, att männen hava en bimpel öl att dricka hos någon i byen, säger bonden: bliv du hemma, jag går själv. | „ |
| – Arnstberg 1989, s. 39 | |   |

Varför passade då detta citat från strax efter 1700-talets mitt så bra i en etnologisk text? En orsak är givetvis att bönderna är sysselsatta med något ”typiskt etnologiskt”, såväl bystämma som fest. En annan är att bonden presenteras som en suverän på sin egen gård och i sitt eget rike, en bild som historikerna i allmänhet inte lyfte fram. 
Erixon lade också ned ett omfattande musealt arbete för den under hans ledning stående allmogeavdelningen på Nordiska museet, organiserade hantverksavdelningen på Göteborgsutställningen 1923 samt ordnade åtskilliga hembygdsmuseer, varvid han även arbetade med tryckta kataloger och vägledningar. Han redigerade det stora illustrerade samlingsverket Svenska kulturbilder (1929ff) och var redaktionssekreterare för samlingsverket Nordisk kultur (1931ff).
Den svenska etnologin stod under 1960-talets början inför vad som Karl-Olov Arnstberg kallar ett paradigmskifte. Efter denna har Sigurd Erixon mer och mer försvunnit ur kurslitteraturen osv. I stället har de forskningsområden som Sigurd Erixon studerade inordnats i det nya ämnet museologi.

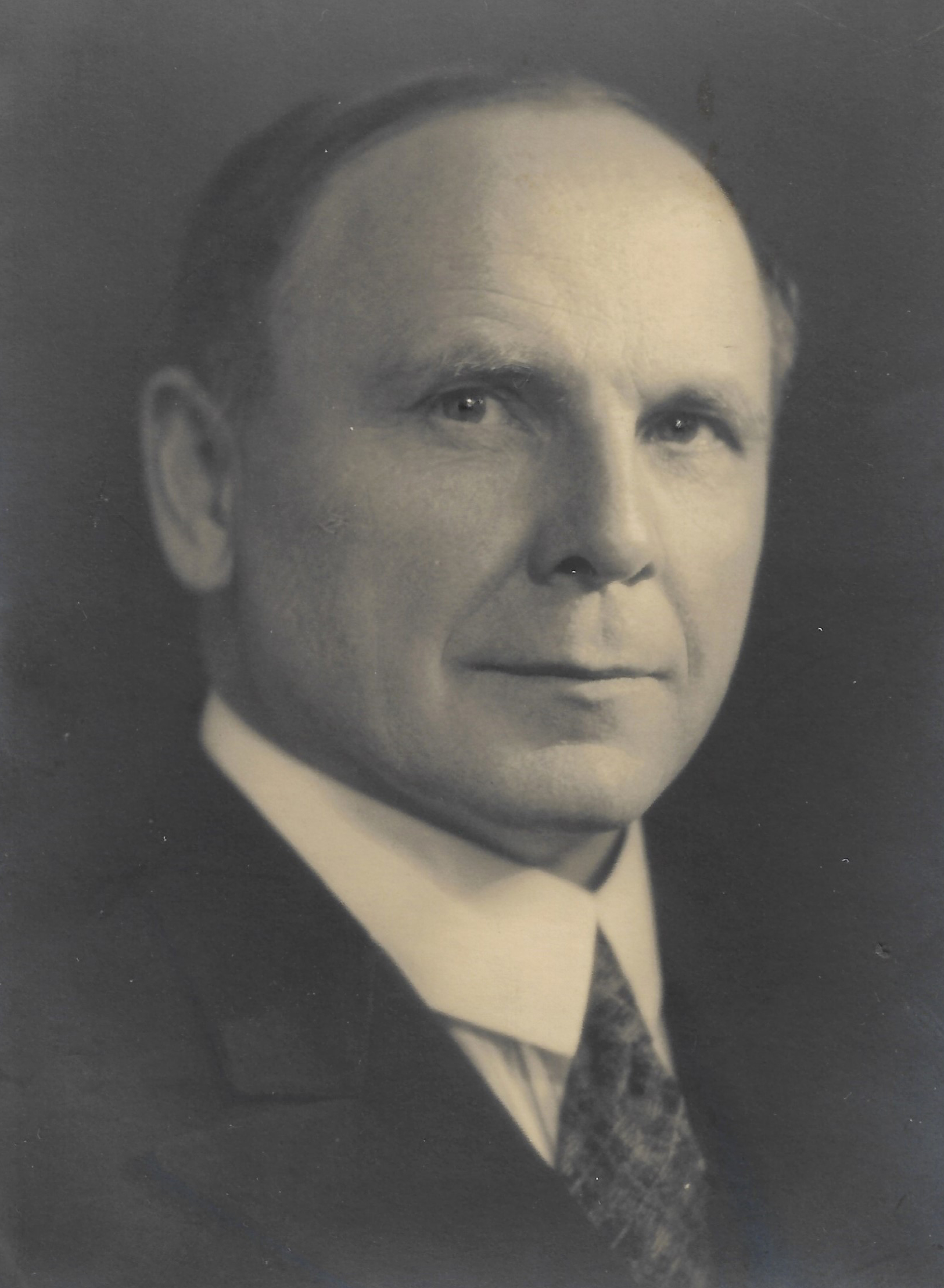
Sigurd Erixon, ca 1933

## Släkt och familj
Fadern Erik Wilhelm Erixon (1831–1916) var grosshandlare vid Skönbergagatan i Söderköping. Modern Anna Lovisa Erixon (1851–1946) bodde de sista åren av sitt liv på Lusthusporten på Djurgården, som Erixon disponerade. Han hade tre syskon, men endast ett syskonbarn. Erixon gifte sig 1920 med Edit Josefson (1892–1969). Hennes syster Dagmar (1876–1945) var gift med museiintendenten Arvid Bæckström, systern Astrid (1881-1951) var gift med rektorn Josua Mjöberg och systern Ruth (1885–1953) var gift med arkitekten Sigfrid Ericson.
Sigurd Erixon är begravd i kolumbariet hörande till Engelbrektskyrkan i Stockholm.